# Многопутевой ввод-вывод

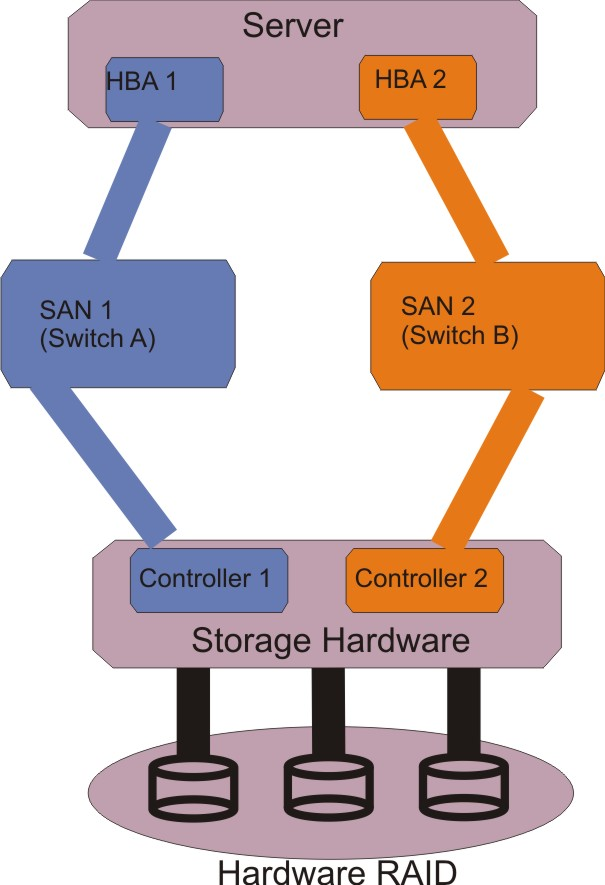
Пример подключения устройств по Multipath. В случае выхода из строя любого из устройств одной цветовой группы доступ будет обеспечен через маршрут другой цветовой группы.

Многопутевой ввод-вывод (Multipath I/O) — технология подключения узлов сети хранения данных с использованием нескольких маршрутов. Например, одно SCSI-устройство может быть подсоединено к двум SCSI-контроллерам. В случае отказа одного из контроллеров, операционная система будет использовать другой для доступа к устройству. Данная архитектура повышает отказоустойчивость системы и позволяет распределять нагрузку.
Многопутевые устройства появляются на целевом узле в нескольких экземплярах, после чего объединяются в одно устройство с помощью специализированного программного обеспечения (драйверов или модулей ядра) в новое устройство. Это же программное обеспечение обеспечивает выбор пути и переключение на новый маршрут при отказе текущего. С практической точки зрения это означает, что запросы из созданного устройства направляются в одно из нижележащих устройств, предоставляющих доступ к одному и тому же физическому устройству, но посредством разных путей. Если один из путей отказывает, перестаёт работать одно из устройств (соответствующее этому пути), другое (с работающим путём) продолжает работать, благодаря чему вышестоящее устройство продолжает работать без видимых сбоев для более высокоуровневых компонентов (файловых систем, приложений, других компонентов стека блочных устройств).
Реализация в операционных системах:
- OpenVMS V7.2 (1999)
- Solaris Multiplexed I/O (MPxIO), Solaris 8 (февраль 2000)
- AIX — драйвер MPIO, AIX 5L 5.2 (октябрь 2002)
- Novell NetWare 6.5 (июль 2003)
- Linux — Device-Mapper Multipath, ядро Linux 2.6.13 (август 2005)
- HP-UX 11.31 (2007)
- Windows MPIO Driver, Windows Server 2008 (февраль 2008)
- FreeBSD — модули GEOM_MULTIPATH и GEOM_FOX
- Mac OS X и Mac OS X Server[уточнить]